# Wayne Smith (rugbista)
Sir Wayne Ross Smith (Putāruru, 19 aprile 1957) è un allenatore ed ex giocatore neozelandese di rugby a 15.
Fece parte degli All Blacks dal 1980 al 1985 e nel 2000 ne divenne commissario tecnico per un anno; da assistente allenatore della squadra ha, in seguito, vinto due Coppe del Mondo.
In carriera tecnica ha vinto quattro titoli del Super Rugby, due come allenatore capo dei Crusaders e altrettanti come viceallenatore degli Chiefs.
Nel 2022 ha assunto la guida tecnica della nazionale femminile (le Black Ferns) condotte alla vittoria in Coppa del Mondo.

## Biografia
Nato a Putāruru, nel distretto del South Waikato, Smith ha giocato per le scuole secondarie del Waikato. Ha studiato all'Università del Waikato ad Hamilton e nel frattempo continuò a giocare per Putāruru. Nel 1978 era in panchina per una partita di Waikato. "Frustrato" dopo quella stagione, decise di cercare opportunità altrove e si trasferì a Canterbury dove il Belfast RFC divenne il suo secondo club.
Smith rappresentò Canterbury e fece il suo debutto internazionale per gli All Blacks nel 1980 nel Tour in Australia giocando principalmente come mediano d'apertura. In totale collezionò 17 caps. Fu tra i giocatori "ribelli" che parteciparono al contestato tour del New Zealand Cavaliers in Sudafrica per cui subì una squalifica di due partite internazionali. Si trasferì in Italia al Casale assumendo il doppio ruolo di giocatore-allenatore. Fece ritorno in patria nel 1989 e giocò altre tre partite con Canterbury. Nel 1992 fece ritorno in Italia, questa volta come allenatore al Benetton.
Nel 1994-96 ebbe l'incarico come amministratore delegato di Hawke's Bay e fu uno dei fautori della fusione con Manawatu per creare i Central Vikings che partecipavano al NPC.
Nel 1997 Smith tornò nel Canterbury e dal 1997 al 1999 fu l'allenatore dei Crusaders impegnati nel Super 12. Sotto la sua guida la franchigia vinse il titolo di campione due volte di fila (1998 e 1999). Nel frattempo era anche assistente allenatore degli All Blacks e dal 2000 al 2001 è stato capo-allenatore degli All Blacks ma visti gli scarsi risultati si dimise dall'incarico. Ben presto si trasferì in Inghilterra al Northampton fino a quando non fu richiamato, all'inizio del 2004, dall'allora allenatore degli All Blacks Graham Henry.
Nel 2011 entrò a far parte dell'organico tecnico degli Chiefs come assistente di Dave Rennie; in tale veste guidò la squadra alla conquista di due Super Rugby nel 2012 e nel 2013. Terminato il rapporto con la franchigia di Waikato, fu accostato alle panchine di Italia e Inghilterra ma tornò a far parte dello staff tecnico All Blacks.
A maggio 2017 annunciò che il Championship 2017 sarebbe stata l'ultima apparizione nelle file della Nazionale.

## Palmarès

### Giocatore
- National Provincial Championship: 1
Canterbury: 1983

### Allenatore
- Coppe del mondo: 1
Nuova Zelanda: 2021
- Super 12: 2
Crusaders: 1998, 1999